# Campeonato Sul-Americano de Voleibol Masculino Sub-21 de 2010
O Campeonato Sul-Americano de Voleibol Masculino Sub-21 de 2010 foi a 21ª edição do torneio, organizado pela Confederação Sul-americana de Voleibol (CSV).

## Nações concorrentes
As seguintes equipes nacionais participaram do torneio, distribuídas de acordo com a forma como eles terminaram na edição anterior do torneio:
| Grupo A        | Grupo B       |
| -------------- | ------------- |
| Argentina (1º) | Brasil (3º)   |
| Venezuela (2º) | Chile (5º)    |
| Colômbia (4º)  | Uruguai (7º)  |
| Peru (6º)      | Paraguai (8º) |

## Classificação final
| Pos | Equipe    |
| --- | --------- |
| 1   | Brasil    |
| 2   | Argentina |
| 3   | Venezuela |
| 4   | Chile     |
| 5   | Colômbia  |
| 6   | Uruguai   |
| 7   | Peru      |
| 8   | Paraguai  |

|  | Qualificado para o Campeonato Mundial de Voleibol Masculino Sub-21 de 2011 |